# Baza aeriană Iwakuni
Baza aeriană Iwakuni (IATA: IWK, ICAO: RJOI) este un aeroport din Iwakuni, Prefectura Yamaguchi, Japonia ce deservește zona Iwakuni. Aeroportul a fost tranzitat în 2023 de 460.287 de pasageri. A fost deschis în 1940.
Situat la o altitudine de 3 m, aeroportul dispune de o singură pistă.